# كارل مورتنسن
كارل مورتنسن (بالنرويجية البوكمول: Carl Mortensen)‏ هو ربان نرويجي، ولد في 2 مارس 1919 في كريستيانية في النرويج، وتوفي في 1 نوفمبر 2005 في أوسلو في النرويج.

## وصلات خارجية
- كارل مورتنسن على موقع أوليمبيديا (الإنجليزية)